# Primum Mobile
Na astronomia clássica, medieval e renascentista, o Primum Mobile (ou "primeiro movido") era a esfera mais externa do modelo geocêntrico do universo.
O conceito foi introduzido por Ptolomeu para explicar o aparente movimento diário dos céus ao redor da Terra, produzindo de leste a oeste o nascer e o pôr do sol e das estrelas, e chegou à Europa Ocidental via Avicena.

## Aparência e rotação
O sistema ptolomaico apresentava uma visão do universo em que o movimento aparente era tomado como real - um ponto de vista ainda mantido em linguagem comum através de termos cotidianos como nascer da lua e pôr do sol. A rotação da Terra em seu eixo polar – como vista em um sistema solar heliocêntrico, que (embora antecipado por Aristarco) não seria amplamente aceito até bem depois de Copérnico  – leva ao que os astrônomos anteriores viam como o movimento real de todos os corpos celestes ao redor da Terra a cada 24 horas.
Os astrônomos acreditavam que os sete planetas a olho nu (incluindo a Lua e o Sol) eram transportados pela Terra esférica em esferas invisíveis, enquanto uma oitava esfera continha as estrelas fixas. O movimento era fornecido a todo o sistema pelo Primum Mobile, ele próprio situado no Empíreo, e o mais rápido movente de todas as esferas.

## Variações esféricas

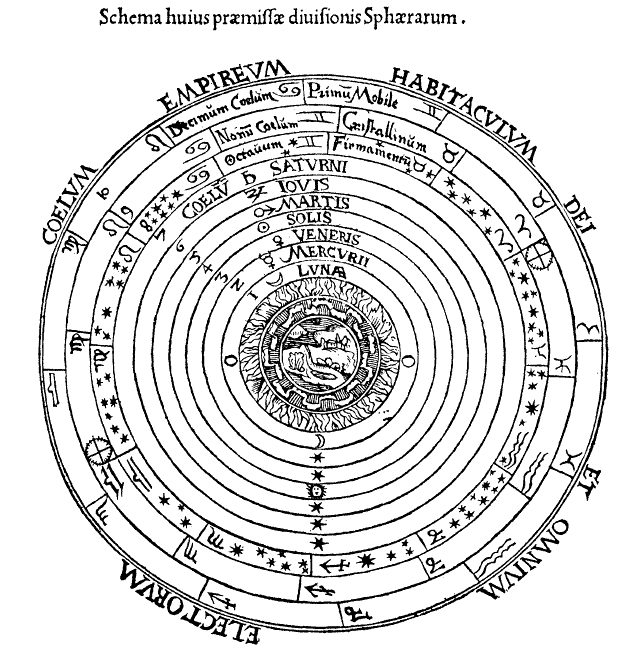
Um esquema das esferas celestes

O número total de esferas celestes não foi fixo. Nesta ilustração do século XVI, o firmamento (esfera de estrelas fixas) é o oitavo, uma esfera "cristalina" (posta para explicar a referência a "águas ... acima do firmamento" em Gênesis 1:7) é o nono, e o Primum Mobile é o décimo. Fora de tudo está o Empíreo, a "habitação de Deus e todos os eleitos". 

## Copérnico e depois
Copérnico aceitou a existência da esfera das estrelas fixas e (mais ambiguamente) a do Primum Mobile, como também (inicialmente) Galileu – embora mais tarde desafiasse sua necessidade em um sistema heliocêntrico.
Francis Bacon era tão cético em relação ao Primum Mobile quanto à rotação da terra. Porém, uma vez que Kepler fez o sol, não o Primum Mobile, a causa do movimento planetário, o Primum Mobile gradualmente declinou no campo da metáfora ou da alusão literária.